# Khalil Khorshid
Khalil Khorshid (10 de juny de 1988) és un ciclista iranià, professional des del 2014, actualment milita a l'equip Tabriz Shahrdari Team.

## Palmarès
- 2017
  - 1r a la Volta al Singkarak i vencedor d'una etapa